# 正义网
正义网，全称为北京正义网络传媒有限公司，即检察日报社网络信息中心，是中华人民共和国最高人民检察院检察日报社主办的法治资讯门户网站。该网站创办于1991年1月1日，原名检察日报网络版。

## 简介
正义网创建于1999年1月1日，原名检察日报网络版。2000年1月1日，该报进行了第一次改版，扩为八版，同时，检察日报网络版更名为正义网。2000年9月，正义网完成了大规模的改版。检察日报社旗下除了正义网之外，还有纸质媒体《检察日报》、《人民检察》月刊、《方圆法治》旬刊、《法治新闻传播》杂志以及最高人民检察院影视中心。
2000年9月，正义网获国务院新闻办公室批准从事网络新闻登载业务，由此成为中华人民共和国第一家具备网络新闻采编发布资格的法治类网站。